# ديفيد وايت (لاعب كريكت بريطاني)
ديفيد وايت (5 أغسطس 1967 في المملكة المتحدة - ) (بالإنجليزية: David White)‏ هو لاعب كريكت بريطاني. لعب مع Lancashire Cricket Board ‏.

## وصلات خارجية
- دايفيد وايت على موقع إي آس بي آن كريك إنفو (الإنجليزية)